# Exile (produtor)
Aleksander Manfredi melhor conhecido pelo nome artístico dele Exile, é um DJ, produtor musical de Hip hop e rapper ocasional norte-americano.

## Carreira
As primeiras aparições dele foram como membro do duo de hip hop Emanon com o rapper Aloe Blacc. Eles lançaram várias mixtapes, nos começos de 1995 com "Stretch Marx" antes de lançar o primeiro álbum deles, Anon & On. Depois de 2002, Exile passou a lançar mais um álbum com Emanon, The Waiting Room (2005), um álbum solo, Dirty Science (2006), e um outro esforço de colaboração com o rapper Blu, Below the Heavens (2007). Exile lançou mais dois álbuns solo, Radio em 2009 e 4TRK Mind em 2011.

## Estilo e influências
Exile é conhecido por "coarsely chopped beats" que emitem "laid back soulful vibes". Ele afirma que suas influências para são os contemporâneos produtores J Dilla, Jon Brion e Madlib.